# Generals du New Jersey (1982-1986)
Ne doit pas être confondu avec Generals du New Jersey (2022).
Maillots
Les Generals du New Jersey (en anglais : New Jersey Generals) sont une franchise professionnelle de football américain fondée en 1982, basée au New Jersey et ayant cessé ses activités en 1986.
Les Generals du New Jersey ont participé aux championnats de l'United States Football League entre 1983 et 1985. L'équipe disputaient ses matchs à domicile au Giants Stadium.

## Historique
Le 11 mai 1982 est annoncé la création de l'United States Football League regroupant douze équipes qui joueront de mars à juillet à partir de l'année 1983,. Parmi les douze équipes, une est basée à New York. Son propriétaire est J. Walter Duncan (en), un homme d'affaires de l'Oklahoma.
Le 2 juin 1982, Chuck Fairbanks est nommé entraîneur tout en prenant des parts dans l'équipe.
Le 22 juillet 1982, Duncan annonce que l'équipe est nommée Generals et jouera ses matches au Giants Stadium,. Le logo (cinq étoiles de général sur une couronne triomphale) et les couleurs de l'équipe (rouge, blanc et bleu) sont également dévoilés à cette occasion.

### 1983

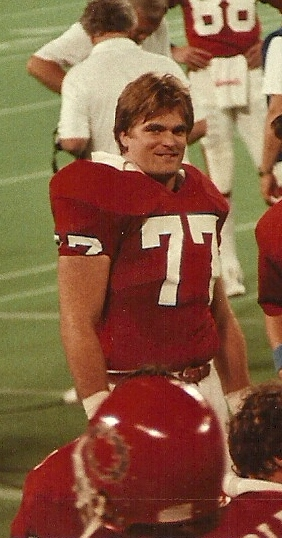
Todd Thomas sous les couleurs des Generals en 1983.

#### Première draft de l'USFL
La première draft de l'USFL est organisée le 4 janvier 1983 à l'hôtel Hyatt Grand Central situé à New York. Elle est composée de deux drafts. La première est la draft territoriale : chaque équipe soumet à l'USFL le nom de vingt-six joueurs dit « protégés » pour lesquels ils ont la priorité de recrutement et qui sont issus de cinq établissements universitaires situés dans une aire géographique proche. Les universités liées aux Generals sont Oklahoma, Tennessee, Colgate, Rutgers et Syracuse. La seconde draft est une draft classique : les équipes choisissent des joueurs universitaires non sélectionnés lors de la draft territoriale les unes après les autres en fonction de leurs résultats de la saison précédente.
| Joueur           | Poste | Université |
| ---------------- | ----- | ---------- |
| Bill Bates       | DB    | Tennessee  |
| Mike Casteel     | DT    | Tennessee  |
| Mike Charles     | DT    | Syracuse   |
| Ted Cirillo      | T     | Syracuse   |
| Mike Cofer       | LB    | Tennessee  |
| Alex Falcinelli  | K     | Rutgers    |
| Gerry Feehery    | C     | Syracuse   |
| Willie Gault     | WR    | Tennessee  |
| Steve Haworth    | DB    | Oklahoma   |
| Lee Jenkins      | DB    | Tennessee  |
| Kenny Jones      | TE    | Tennessee  |
| Weldon Ledbetter | RB    | Oklahoma   |
| Mike Miller      | WR    | Tennessee  |
| Joe Nett         | G     | Syracuse   |
| Rod Pegues       | RB    | Oklahoma   |
| Bill Pickel      | DT    | Rutgers    |
| Darryl Songy     | DB    | Oklahoma   |
| Rich Spitzer     | T     | Rutgers    |
| Chris Wampler    | DT    | Tennessee  |
| Mike Weddington  | DE    | Oklahoma   |
| Steve Williams   | G     | Oklahoma   |
| Darryal Wilson   | WR    | Tennessee  |
| Stanley Wilson   | RB    | Oklahoma   |
| Chet Winters     | RB    | Oklahoma   |
| Keith Woetzel    | LB    | Rutgers    |
| Dave Wolf        | LB    | Colgate    |

L'université de Pittsburgh ne figure sur la liste territoriale d'aucune équipe, ce qui libère Dan Marino, le quarterback des Panthers de Pittsburgh, comme choix probable numéro un au premier tour. Pour cette draft, les Generals ont le troisième choix derrière les Express de Los Angeles et les Wranglers de l'Arizona.
Après une modification du règlement de la draft, les Generals obtiennent finalement le cinquième choix. Le premier joueur sélectionné par Chuck Fairbanks, entraîneur et copropriétaire du club, est le running back Gary Anderson (en) de l'université de l'Arkansas. Parmi les autres principales recrues notables des Generals figurent deux joueurs « protégés » : Willie Gault, wide receiver de l'université de Tennessee et Mike Charles (en), defensive tackle de l'université de Syracuse. Aucun de ces trois joueurs ne jouera finalement pour les Generals : Anderson est envoyé aux Bandits de Tampa Bay tandis que Gault et Charles, également draftés par des équipes de NFL, optent pour cette ligue.
| Tour | Choix | Joueur           | Poste | Université                |
| ---- | ----- | ---------------- | ----- | ------------------------- |
| 1    | 5     | Gary Anderson    | RB    | Arkansas                  |
| 2    | 22    | Mark Stewart     | LB    | Washington                |
| 2    | 24    | Darryl Talley    | LB    | West Virginia             |
| 3    | 27    | Ramsey Dardar    | DL    | Louisiana State           |
| 4    | 46    | Wes Hopkins      | DB    | Southern Methodist        |
| 5    | 51    | Wayne Harris     | OG    | Mississippi State         |
| 5    | 60    | Mark Cooper      | T     | Miami (Floride)           |
| 6    | 70    | Randy Grimes     | C     | Baylor                    |
| 7    | 75    | Kent Hull        | C     | Mississippi State         |
| 8    | 94    | Maurice Carthon  | RB    | Arkansas State University |
| 9    | 99    | Marlin Russell   | LB    | Toledo                    |
| 10   | 118   | Charles Benson   | DE    | Baylor                    |
| 11   | 123   | Danny Walters    | DB    | Arkansas                  |
| 12   | 142   | Bryan Millard    | T     | Texas                     |
| 13   | 147   | Ricky Williamson | DE    | Mars Hill                 |
| 14   | 166   | James Britt      | DB    | Louisiana State           |
| 15   | 171   | Todd Hallstrom   | T     | Minnesota                 |
| 16   | 190   | Steve Cox        | G     | Tulsa                     |
| 16   | 191   | Tony Chickillo   | DT    | Miami (Floride)           |
| 17   | 195   | Jeff Christensen | QB    | Eastern Illinois          |
| 18   | 214   | Dana Moore       | K     | Mississippi State         |
| 19   | 219   | Norris Brown     | TE    | Georgia                   |
| 20   | 238   | Joe Lukens       | OG    | Ohio State                |
| 21   | 243   | Carlton Briscoe  | DB    | McNeese State             |
| 22   | 262   | Earnest Barnes   | DL    | Mississippi State         |
| 23   | 267   | Steve Hammond    | LB    | Wake Forest               |
| 24   | 286   | Tim Dorian       | C     | Wichita State             |

#### Recrutement d'Herschel Walker
C'est finalement après la draft que les Generals signent leur recrue phare pour la saison 1983. Il s'agit du running back Herschel Walker, lauréat 1982 du Trophée Heisman, récompensant le meilleur joueur universitaire.
En février 1983, Pete Rozelle, commissaire de la National Football League (NFL), déclare publiquement qu'Herschel Walker n'est pas éligible à être recruté dans la ligue avant la draft 1985 à moins qu'il n'obtienne son diplôme universitaire auparavant, les règles de la NFL stipulant alors qu'un joueur ne peut être sélectionné que s'il est diplômé ou qu'il a réalisé quatre années à l'université. Souhaitant devenir professionnel, Walker se tourne vers l'USFL et signe un contrat de trois ans d'une valeur de cinq millions de dollars pour jouer avec les Generals,.
Le recrutement de Walker entraîne un engouement puisque 10 000 abonnements sont vendus par les Generals après l'annonce de sa signature sur un total de 31 000 abonnements.

#### Première saison des Generals
La première saison régulière de l'USFL débute le 6 mars 1983. Les douze équipes sont réparties en trois divisions et jouent chacune dix-huit matches jusqu'au 3 juillet. Les vainqueurs des trois divisions plus une quatrième équipe sont qualifiés pour la phase finale. Les demi-finales sont programmées les 9 et 10 juillet et la finale pour le 17 juillet.
Les Generals sont placés dans l' « Atlantic Division » avec pour adversaires les équipes suivantes : les Stars de Philadelphie, les Breakers de Portland et les Washington Federals.
Les Generals jouent le premier match de leur histoire le 6 mars 1983 au Los Angeles Memorial Coliseum contre l'équipe des Express de Los Angeles. Le match est retransmis dans la plupart du pays par les différentes stations locales d'ABC dont Channel 7 pour la ville de New York. Les Generals s'inclinent sur le score de 20 à 15. Très attendu pour son premier match professionnel, Herschel Walker, n'a pas marqué les esprits. Si Walker a inscrit le premier touchdown de l'histoire de son équipe, lors du premier quart temps, il n'a eu le ballon que lors de 17 des 75 phases de jeu de son équipe, bien loin des attentes de son entraîneur qui avait fixé un objectif de 25 à 30 phases de jeu.
Pour son deuxième match, également joué à l'extérieur, les Generals subissent un lourd revers : 25-0 contre les Stars de Philadelphie. Après ces deux défaites, le poste de quarterback est pointé du doigt : Bobby Scott, le titulaire, et Dave Boisture, son remplaçant, ont subi cinq sacks. De plus, trois passes de Scott ont été interceptées lors de la première mi-temps du premier match.
Les Generals espèrent relever la tête lors de leur troisième match, le premier devant leur public. Sous un beau soleil, les 53 370 personnes présentes au Giant Stadium assistent à un troisième revers des Generals, battus 32 à 9 par les Bandits de Tampa Bay. Le quarterback Bobby Scott a encore déçu : il a complété 16 de ses 32 tentatives pour un gain moyen de seulement 8,5 yards. Avec trois défaites en autant de matches, 77 points encaissés et seulement 24 de marqués, le bilan est négatif. « Les joueurs sont meilleurs que ce qu'ils ont montré. Je dois mieux les entraîner », reconnaît Chuck Fairbanks.
La semaine suivante, les Generals rejouent à domicile et subissent un quatrième revers, face au Breakers de Boston, sur le score de 31 à 21. Les Generals menaient pourtant 21 à 7 dans le deuxième quart temps mais ont commis huit fumble, dont cinq récupérés par l'équipe adverse. Trois d'entre eux se sont produits dans le quatrième quart temps, permettant à Boston d'inscrire 18 points.
Ce début catastrophique des Generals inquiète même le commissaire de l'USFL, Chet Simmons, qui comptait sur une réussite de l'équipe new-yorkaise pour susciter l'enthousiasme de la nouvelle ligue : « tous les regards sont tournés vers New York qui a un entraîneur réputé, un grand et beau stade et un propriétaire qui a les moyens de ses ambitions. Si on ajoute à cela la présence de Walker dans l'équipe, tout le monde attendait, à l'échelle nationale, beaucoup plus de cette équipe par rapport à ce qu'elle a montré ».
Autre conséquence de ce mauvais début de saison, le cinquième match des Generals n'est pas diffusé localement à la télévision. Pourtant, lors de cette rencontre, les Generals obtiennent leur première victoire, en s'imposant 35-21 sur le terrain des Wranglers de l'Arizona.
Après ce succès, les Generals jouent deux rencontres de suite à domicile : ils perdent la première (21-6 contre les Panthers du Michigan) mais remportent la seconde contre les Washington Federals d'un point (23-22). L'équipe de la capitale a manqué un field goal lors de sa dernière tentative, permettant aux Generals de s'imposer pour la première fois devant leur public.
Les Generals se déplacent ensuite deux fois de suite. Ils s'inclinent tout d'abord 17-14 après prolongation face aux Blitz de Chicago. Dave Jacobs, le kicker des Generals, a manqué un field goal de 44 yards à 17 secondes de la fin. Les deux quarterbacks, Bobby Scott et Dave Boisture, n'ont pas été à la fête, subissant un total de sept sacks à eux deux. Le deuxième déplacement est cependant couronné de succès : les Generals battent les Gold de Denver 34 à 29. Herschel Walker réalise ce jour-là son meilleur match depuis son arrivée : il inscrit notamment un touchdown dans le dernier quart temps après une course de 80 yards. Cette course lui permet de devenir le premier joueur de l'USFL à parcourir plus de 1 000 yards (1023 yards au total).
Les Generals présentent alors un bilan de trois victoires pour six défaites mais Chuck Fairbanks se montre optimiste : « en tant qu'équipe, nous avons commencé lentement, mais à ce stade de la saison, nous sommes sur la bonne voie. Je sens que nous allons renverser la vapeur. »
Il n'en sera rien puisque les Generals vont perdre trois fois de suite face aux Stallions de Birmingham (22-7), aux Panthers du Michigan (31-24) et aux Blitz de Chicago (19-13 a.p.).
Ces trois revers sont ceux de trop pour le quarterback Bobby Scott, jusqu'ici titulaire à chaque match, qui est envoyé aux Blitz de Chicago en échange de l'offensive lineman, Kari Yli-Renko, et d'un futur choix pour la draft de 1984. Pour Fairbanks, Scott, âgé de 33 ans, n'incarnait plus le futur des Generals.
C'est le quarterback, Jeff Knapple, 26 ans, arrivé aux Generals trois semaines plus tôt après avoir été renvoyé par les Gold de Denver, qui lui succède. Avec ce nouveau quarterback, les Generals mettent fin à leur série négative grâce à un court succès 32-29 face aux Washington Federals, la pire équipe de l'USFL, qui encaisse alors une neuvième défaite de rang, la douzième en treize matches. Le héros du match est Dave Betz, qui, pour le tout premier match de sa carrière en professionnel, inscrit un field goal de 50 yards lors de la dernière action du match. Ce dernier a été engagé par les Generals quatre jours avant la rencontre afin de remplacer Dave Jacobs, viré de l'équipe après un field goal manqué contre les Blitz,.
Après ce succès étriqué, les Generals retombent dans leurs travers et perdent deux fois de suite : contre les Invaders d'Oakland (34-21) puis face aux Stars de Philadelphie (23-9). Lors de cette rencontre, la piètre performance des Generals et la chaleur (plus de 35°C), ont entraîné le départ de nombreux supporters avant le coup de sifflet final.
Cette défaite est fatale au kicker Dave Betz qui a raté des field goals de 25 et 28 yards et est remplacé par John Roveto. Ancien kicker en NFL (Dallas Cowboys, Tampa Bay Buccaneers, Chicago Bears), Roveto, âgé de 25 ans, a commencé la saison 1983 en USFL avec les Blitz de Chicago avant d'être viré de l'équipe et de quitter le football américain pour racheter avec son père et son frère des magasins vendant des pneus. Un mois plus tôt et trois jours après avoir ouvert son premier magasin, il avait été contacté par Chuck Fairbanks pour remplacer Dave Jacobs. Roveto avait décliné et c'est Dave Betz qui avait été recruté. Après une nouvelle relance des Generals, il a accepté de reprendre sa carrière.
Ce retour sur les terrains est couronné de succès puisque les Generals battent les Express de Los Angeles 20 à 13. Si Roveto manque un field goal de 27 yards durant la partie, il s'illustre en en marquant deux (34 yards et 46 yards) et en réussissant une transformation.
Pour l'avant-dernier match de la saison, le dernier devant leur public, les Generals battent les Wranglers 21 à 14 et enchaînent, pour la première fois de leur histoire, deux victoires consécutives. Touché à l'œil droit au début du match, Herschel Walker passe la majorité du match sur le banc mais parvient tout de même à inscrire un touchdown lors de ses deux présences sur le terrain. La révélation du match est Thomas Lott. Le kick returner, aligné pour la première fois de la saison dans l'escouade offensive, a gagné 110 yards en 18 ballons portés.
Les Generals ne parviennent pas à signer une troisième victoire consécutive lors de leur dernière sortie puisqu'ils s'inclinent 34-10 sur le terrain des Breakers de Boston. La rencontre a surtout été marquée par la chaleur caniculaire qui régnait et l'insolation d'un joueur des Breakers.
À l'issue de cette première saison, le bilan des Generals est négatif avec six victoire pour douze défaites. Pour Fairbanks, les Generals n'ont pas besoin de chambouler leur effectif pour être plus performants en 1984 : « à la fin de la saison, il y avait très peu d'écart entre toutes les équipes. L'ajout d'un ou deux joueurs majeurs peut nous faire progresser. » Fairbanks cible deux postes à renforcer : les receveurs et le quarterback.
| Journée | Date               | Diffuseur | Adversaire              | Score      | Bilan | Stade                           | Affluence |
| ------- | ------------------ | --------- | ----------------------- | ---------- | ----- | ------------------------------- | --------- |
| 1       | Dimanche 6 mars    | ABC       | Express de Los Angeles  | 20-15      | 0-1   | Los Angeles Memorial Coliseum   | 34 002    |
| 2       | Dimanche 13 mars   | ABC       | Stars de Philadelphie   | 25-0       | 0-2   | Veterans Stadium                | 38 205    |
| 3       | Dimanche 20 mars   | ABC       | Bandits de Tampa Bay    | 9-32       | 0-3   | Giants Stadium                  | 53 370    |
| 4       | Dimanche 27 mars   |           | Breakers de Boston      | 21-31      | 0-4   | Giants Stadium                  | 41 218    |
| 5       | Dimanche 3 avril   |           | Wranglers de l'Arizona  | 21-35      | 1-4   | Sun Devil Stadium               | 31 382    |
| 6       | Dimanche 10 avril  | ESPN      | Panthers du Michigan    | 6-21       | 1-5   | Giants Stadium                  | 17 648    |
| 7       | Dimanche 17 avril  | ABC       | Washington Federals     | 23-22      | 2-5   | Giants Stadium                  | 35 381    |
| 8       | Lundi 25 avril     | ESPN      | Blitz de Chicago        | 17-14 a.p. | 2-6   | Soldier Field                   | 32 182    |
| 9       | Lundi 1er mai      | ABC       | Gold de Denver          | 29-34      | 3-6   | Mile High Stadium               | 47 940    |
| 10      | Lundi 9 mai        | ESPN      | Stallions de Birmingham | 7-22       | 3-7   | Giants Stadium                  | 38 374    |
| 11      | Lundi 16 mai       | ESPN      | Panthers du Michigan    | 31-24      | 3-8   | Pontiac Silverdome              | 32 862    |
| 12      | Dimanche 22 mai    | ABC       | Blitz de Chicago        | 13-19 a.p. | 3-9   | Giants Stadium                  | 33 812    |
| 13      | Dimanche 29 mai    |           | Washington Federals     | 29-32      | 4-9   | RFK Stadium                     | 11 264    |
| 14      | Samedi 4 juin      | ESPN      | Invaders d'Oakland      | 34-21      | 4-10  | Oakland-Alameda County Coliseum | 32 908    |
| 15      | Dimanche 12 juin   |           | Stars de Philadelphie   | 9-23       | 4-11  | Giants Stadium                  | 32 521    |
| 16      | Samedi 17 juin     | ABC       | Express de Los Angeles  | 20-12      | 5-11  | Giants Stadium                  | 31 807    |
| 17      | Dimanche 25 juin   | ESPN      | Wranglers de l'Arizona  | 21-14      | 6-11  | Giants Stadium                  | 30 612    |
| 18      | Dimanche 3 juillet |           | Breakers de Boston      | 10-34      | 6-12  | Nickerson Field                 | 15 798    |

#### Rachat de l'équipe par Donald Trump
Le 22 septembre 1983, Donald Trump rachète l'équipe détenue à 90 % par J. Walter Duncan et à 10 % par Chuck Fairbanks. Donald Trump annonce que les Generals vont conserver leur nom mais qu'il va changer d'entraîneur. Le 20 décembre 1983, Walt Michaels est nommé entraîneur à la place de Chuck Fairbanks,.
Avec Donald Trump aux commandes, les Generals recrutent plusieurs joueurs expérimentés évoluant en NFL : Brian Sipe (34 ans), le quarterback des Cleveland Browns, Willie Harper (33 ans) et Bobby Leopold (26 ans), deux linebackers des 49ers mais aussi Gary Barbaro (29 ans), le safety des Kansas City Chiefs, Kerry Justin (28 ans), le cornerback des Seattle Seahawks et Marshall Harris (28 ans), le defensive lineman des New England Patriots. Ces joueurs, qui arrivent en fin de carrière, ne peuvent refuser les salaires mirobolants proposés par Donald Trump et sur lesquels les franchises de NFL ne peuvent s'aligner.

### 1984

#### Deuxième draft de l'USFL
La deuxième draft de l'USFL se déroule le 4 janvier 1984 au Hotel Roosevelt (en) à Manhattan. Les Generals, qui ont beaucoup recruté depuis l'arrivée de Donald Trump, ont le quinzième et le vingtième choix au premier tour de la draft universitaire. Ils essayent, en vain, d'obtenir un choix plus haut au premier tour dans le but de recruter Irving Fryar, joueur de l'université du Nebraska, en proposant d'échanger certains choix avec d'autres équipes.
Pour Jim Valek, le directeur général des Generals, la priorité de cette draft est de permettre de renforcer le secteur défensif en recrutant des linebackers et des receveurs. Les Generals vont ainsi drafter lors de leurs quatre premiers choix le linebacker Steve DeOssie, le defensive tackle Eric Williams, le linebacker Gary Reasons et le defensive tackle Lynn Madsen.
| Joueur          | Poste | Université        |
| --------------- | ----- | ----------------- |
| Vaughn Broadnax | RB    | Ohio State        |
| Joe Dooley      | C     | Ohio State        |
| Rich Erenberg   | RB    | Colgate           |
| Carl Howard     | DB    | Rutgers           |
| Cookie Jackson  | DB    | Mississippi State |
| Kenny Johnson   | DB    | Mississippi State |
| Bernard King    | LB    | Syracuse          |
| Danny Knight    | WR    | Mississippi State |
| Garcia Lane     | DB    | Ohio State        |
| Orlando Lowry   | LB    | Ohio State        |
| Mike Morini     | T     | Colgate           |
| Marty Murphy    | DE    | Colgate           |
| William Roberts | T     | Ohio State        |
| Rowland Tatum   | LB    | Ohio State        |
| Blaise Winter   | DE    | Syracuse          |
| George Wonsley  | RB    | Mississippi State |
| Brent Ziegler   | RB    | Syracuse          |

| Tour | Choix | Joueur                                                      | Poste | Université         |
| ---- | ----- | ----------------------------------------------------------- | ----- | ------------------ |
| 1    | 9     | Choix abandonné après avoir recruté Herschel Walker en 1983 | -     | -                  |
| 1    | 15    | Steve DeOssie                                               | LB    | Boston College     |
| 1    | 20    | Eric Williams                                               | DT    | Washington State   |
| 2    | 2 7   | Gary Reasons                                                | LB    | Northwestern State |
| 3    | 51    | Lynn Madsen                                                 | DT    | Washington         |
| 3    | 55    | Clarence Collins                                            | WR    | Illinois State     |
| 8    | 153   | Tom Bertoldi                                                | QB    | Northern Michigan  |
| 9    | 177   | Scott Etzel                                                 | C     | Northern Iowa      |
| 10   | 195   | Mark Casale                                                 | QB    | Montclair State    |
| 10   | 202   | Harper Howell                                               | TE    | UCLA               |
| 11   | 228   | Henry Koontz                                                | RB    | Mississippi State  |
| 12   | 237   | Tim Cutts                                                   | P     | Mississippi State  |
| 12   | 240   | Matt Long                                                   | C     | San Diego State    |
| 13   | 261   | Mitchell Bennett                                            | WR    | Lamar              |
| 14   | 279   | John Preston                                                | DB    | Central State (OK) |
| 15   | 301   | Reese Freeman                                               | DT    | Northern Colorado  |
| 15   | 303   | Jeff Spek                                                   | TE    | San Diego State    |
| 16   | 321   | Dan McQuaid                                                 | T     | UNLV               |
| 17   | 345   | Dan Errico                                                  | DB    | Rutgers            |
| 18   | 363   | Jim Dumont                                                  | LB    | Rutgers            |
| 18   | 364   | Al Williams                                                 | WR    | Nevada             |
| 19   | 387   | Eddie Hornback                                              | DE    | Mississippi State  |

#### Deuxième saison des Generals
La deuxième saison des Generals débute par une série de trois victoires, un record dans l'histoire du club et une performance plus vue pour une équipe de football américain new-yorkaise depuis les Jets de New York en 1966 et les Giants de New York en 1968. Les Generals s'imposent tout d'abord 17-6 sur le terrain des Stallions puis, 28-26 chez les Bulls. Lors de ces deux rencontres, le record d'affluence de l'USFL est battu avec 62 300 spectateurs puis 73 227. Le troisième succès est enregistré lors du premier match de la saison à domicile : les Generals l'emportent 17-14 face aux Stars. Cette rencontre marque aussi le lancement d'une équipe de pom-pom girls. Mais pour leur première présence au stade, elles reçoivent des boules de neige lancées par les supporters (tout comme les joueurs des deux équipes) et deux d'entre elles sont agressées par un spectateur ivre qui a pénétré sur le terrain. Deux grosses bagarres éclatent également dans les tribunes entraînant l'arrestation de quatorze spectateurs.
Quelques jours avant ce troisième succès mouvementé, Donald Trump a annoncé la signature d'un nouveau contrat pour Herschel Walker. Il s'agit d'un contrat garanti de quatre ans qui prendra effet à la fin du précédent contrat de Walker qui expire en 1985. Si Donald Trump ne révèle pas le montant touché par Walker, il précise qu'il est comparable à ceux de Marcus Dupree aux New Orleans Breakers (six millions de dollars sur cinq ans) et de Steve Young avec les Express de Los Angeles (5,5 millions de dollars sur quatre ans).
La série victorieuse est stoppée par les Gamblers lors de la quatrième journée : les Generals s'inclinent en effet 32-25 à Houston. Le quarterback Brian Sipe est intercepté trois fois en vingt-neuf tentatives dont une conduisant à un touchdown des Gamblers dans le quatrième et dernier quart temps.
Après ce revers, les Generals signent une nouvelle série de trois victoires consécutives. Ils écrasent les Federals, qui n'avaient pas encore gagné la moindre rencontre cette saison, 43 à 6. Herschel Walker réalise son meilleur match depuis le début du championnat avec quatre touchdowns et 116 yards de gagnés. Lors de cette rencontre, Robert Cobb des Federals et Dave Lapham des Generals sont expulsés après s'être bagarrés. Les Generals s'imposent ensuite sur le terrain des Express de Los Angeles (26-10). Brian Sipe, absent lors du deuxième puis du troisième match de la saison en raison d'une blessure, réalise une très bonne performance puisqu'il délivre deux passes amenant des touchdowns : l'une de cinquante yards pour Herschel Walker et une autre de huit yards pour le wide receiver Clarence Collins. Touché à l'épaule lors de cette rencontre, Herschel Walker assiste depuis les tribunes aux troisième succès de rang des siens : les Generals battent les Showboats 35 à 10,,,.
Herschel Walker fait son retour sur les terrains dès la rencontre suivante mais il ne peut empêcher la première défaite à domicile des Generals, battus 20 à 3 au Giants Stadium par les Wranglers. « Tout le monde était dans un mauvais jour au même moment : l'attaque, la défense, les équipes spéciales », déplore l'entraîneur Walt Michaels, d'autant plus que ce revers fait perdre sa place de leader de l'Atlantic Division aux Generals.
Hasard du destin, après ce revers, les Generals enregistrent à nouveau trois victoires consécutives. Ils battent tout d'abord les Maulers de Pittsburgh 14 à 10, grâce à un excellent Herschel Walker (152 yards de gagnés), puis ils s'imposent face au champion sortant, les Panthers du Michagan, sur le score de 31 à 21. Enfin, les Generals écrasent les Outlaws de l'Oklahoma 49 à 17. C'est la plus large victoire de l'histoire des Generals et Herschel Walker s'illustre lors du match en marquant trois des sept touchdowns de son équipe. 
Après ce succès historique, les Generals s'inclinent 31-17 sur le terrain des Federals de Washington. Les Federals n'avaient pourtant gagné qu'un seul match depuis le début de la saison et Brian Sipe est pointé du doigt pour sa mauvaise prestation avec cinq passes interceptées. 
| Journée              | Date       | Adversaire           | Score                           | Bilan                           | Diffuseur                       | Stade                           | Affluence                       |
| -------------------- | ---------- | -------------------- | ------------------------------- | ------------------------------- | ------------------------------- | ------------------------------- | ------------------------------- |
| 1                    | 26 février | Birmingham Stallions | 6-17                            | 1–0                             | ABC                             | Legion Field                    | 62 300                          |
| —                    | 2 mars     | Jacksonville Bulls   | Reporté, reprogrammé le 4 mars  | Reporté, reprogrammé le 4 mars  | Reporté, reprogrammé le 4 mars  | Reporté, reprogrammé le 4 mars  | Reporté, reprogrammé le 4 mars  |
| 2                    | 4 mars     | Jacksonville Bulls   | 26-28                           | 2–0                             | ABC                             | Gator Bowl Stadium              | 73 227                          |
| 3                    | 11 mars    | Philadelphia Stars   | 17-14                           | 3–0                             | ABC                             | Giants Stadium                  | 46 716                          |
| 4                    | 18 mars    | Houston Gamblers     | 25–32                           | 3–1                             | ABC                             | Houston Astrodome               | 35 532                          |
| 5                    | 25 mars    | Washington Federals  | 43–6                            | 4–1                             |                                 | Giants Stadium                  | 38 075                          |
| 6                    | 31 mars    | Los Angeles Express  | 10-26                           | 5–1                             | ABC                             | Los Angeles Memorial Coliseum   | 19 853                          |
| 7                    | 8 avril    | Memphis Showboats    | 35–10                           | 6–1                             |                                 | Giants Stadium                  | 43 671                          |
| 8                    | 15 avril   | Arizona Wranglers    | 3–20                            | 6–2                             | ABC                             | Giants Stadium                  | 31 917                          |
| 9                    | 22 avril   | Pittsburgh Maulers   | 10-14                           | 7–2                             | ABC                             | Three Rivers Stadium            | 14 418                          |
| 10                   | 29 avril   | Michigan Panthers    | 31–21                           | 8–2                             | ABC                             | Giants Stadium                  | 50 908                          |
| 11                   | 6 mai      | Oklahoma Outlaws     | 49–17                           | 9–2                             | ABC                             | Giants Stadium                  | 34 917                          |
| 12                   | 11 mai     | Washington Federals  | 31-17                           | 9–3                             |                                 | RFK Stadium                     | 11 367                          |
| 13                   | 21 mai     | Pittsburgh Maulers   | 16–14                           | 10–3                            | ESPN                            | Giants Stadium                  | 41 212                          |
| 14                   | 28 mai     | Chicago Blitz        | 17-21                           | 11–3                            | ESPN                            | Soldier Field                   | 4 307                           |
| 15                   | 3 juin     | Tampa Bay Bandits    | 40-14                           | 11–4                            | ABC                             | Tampa Stadium                   | 45 255                          |
| —                    | 8 juin     | New Orleans Breakers | Reporté, reprogrammé le 10 juin | Reporté, reprogrammé le 10 juin | Reporté, reprogrammé le 10 juin | Reporté, reprogrammé le 10 juin | Reporté, reprogrammé le 10 juin |
| 16                   | 10 juin    | New Orleans Breakers | 31–21                           | 12–4                            | ABC                             | Giants Stadium                  | 23 114                          |
| 17                   | 16 juin    | Denver Gold          | 27–7                            | 13–4                            |                                 | Giants Stadium                  | 28 915                          |
| 18                   | 24 juin    | Philadelphia Stars   | 10-16                           | 14–4                            | ABC                             | Veterans Stadium                | 37 758                          |
| Séries éliminatoires |            |                      |                                 |                                 |                                 |                                 |                                 |
| Quarts de finale     | 30 juin    | Philadelphia Stars   | 7–28                            | 0–1                             | ABC                             | Franklin Field                  | 19 038                          |

### 1985

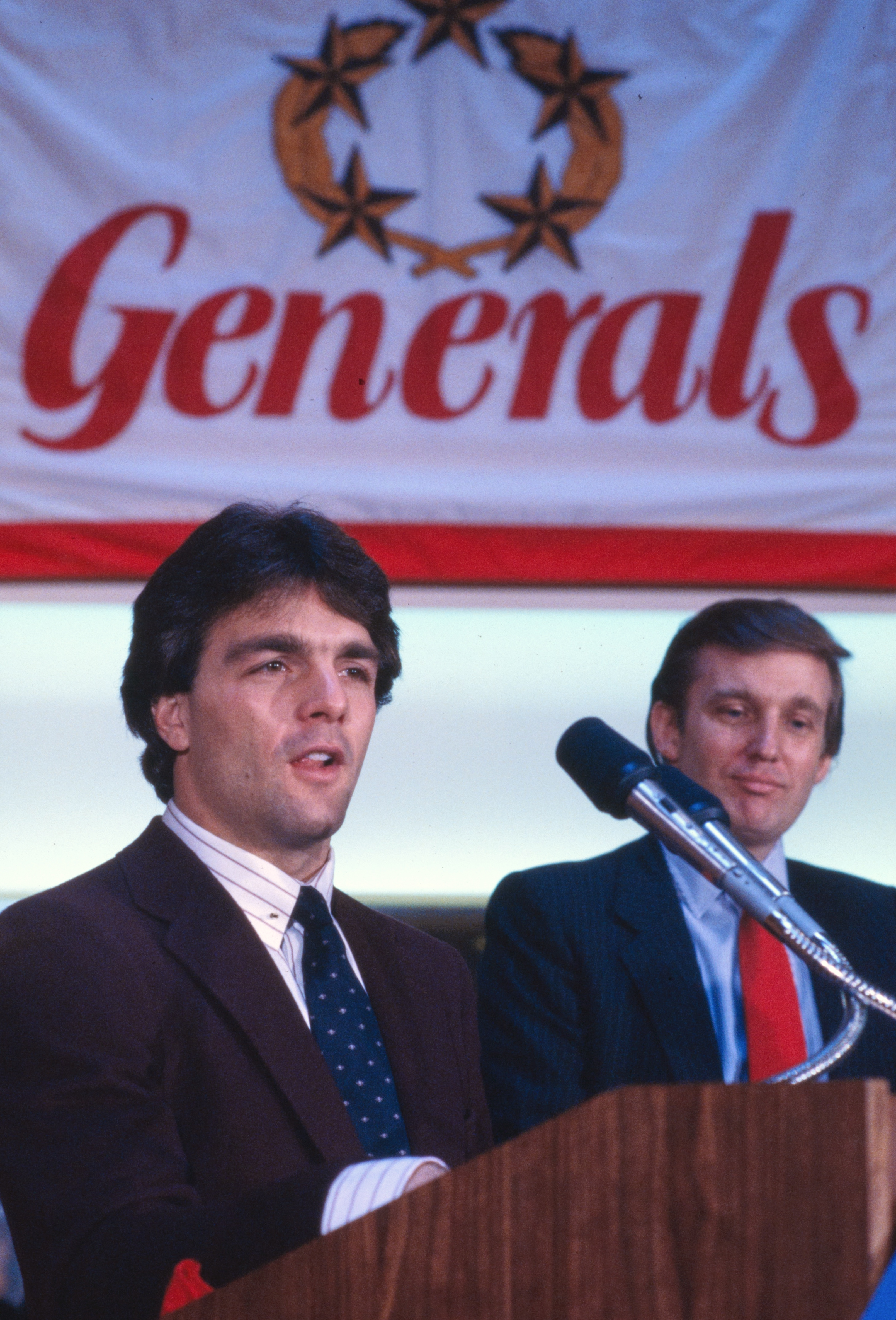
Doug Flutie et Donald Trump, lors de la conférence de presse de présentation de Flutie, à la Trump Tower, en février 1985.

Lors de la draft territoriale de janvier 1985, les Generals recrutent le quarterback des Eagles de Boston College, Doug Flutie, lauréat du trophée Heisman 1984 récompensant le meilleur joueur universitaire,. Flutie signe un contrat pour six années pour un total de 8,3 millions de dollars. Bien que rookie, Doug Flutie devient dès sa première saison le joueur le mieux payé de l'USFL avec un salaire de 1,25 millions de dollars. Flutie gagne ainsi 300 000 dollars de plus que Joe Montana, la star de la NFL, la ligue concurrente.
| Joueur            | Poste | Université        |
| ----------------- | ----- | ----------------- |
| Gerald Allen      | LB    | Syracuse          |
| Alan Andrews      | TE    | Rutgers           |
| Andrew Baker      | WR    | Rutgers           |
| Kelvin Bell       | DB    | Ohio State        |
| Vic Bellamy       | DB    | Syracuse          |
| Steve Calabria    | QB    | Colgate           |
| Jaime Covington   | RB    | Syracuse          |
| Dave Crecelius    | DE    | Ohio State        |
| Joe Estay         | T     | Mississippi State |
| Doug Flutie       | QB    | Boston College    |
| Scott Gieselman   | TE    | Boston College    |
| Dwayne Hooper     | RB    | Rutgers           |
| Jamie Kimmel      | LB    | Syracuse          |
| Mark Krerowicz    | T     | Ohio State        |
| Jim Lachey        | G     | Ohio State        |
| Kirk Lowdermilk   | C     | Ohio State        |
| Dave Morrill      | DE    | Ohio State        |
| Gerard Phelan     | WR    | Boston College    |
| Eugene Robinson   | DB    | Colgate           |
| Todd Russell      | DB    | Boston College    |
| Tony Thurman      | DB    | Boston College    |
| Mike Tomczak      | QB    | Ohio State        |
| Lionel Washington | DE    | Rutgers           |
| Elmer Wilson      | RB    | Mississippi State |
| Scott Zalenski    | G     | Ohio State        |

Après le recrutement de Flutie, le quarterback titulaire lors de la saison 1984, Brian Sipe (en), est envoyé aux Bulls de Jacksonville (en) en échange d'un tour de draft.
Le recrutement de Flutie est un choix personnel de Donald Trump, l'entraîneur Walt Michaels souhaitant recruter Randall Cunningham.
| Journée              | Date        | Diffuseur | Adversaire              | Score      | Bilan | Stade                           | Affluence |
| -------------------- | ----------- | --------- | ----------------------- | ---------- | ----- | ------------------------------- | --------- |
| Saison régulière     |             |           |                         |            |       |                                 |           |
| 1                    | 24 février  | ABC       | Stallions de Birmingham | 28–38      | 0–1   | Legion Field                    | 34 785    |
| 2                    | 1er mars    | ESPN      | Renegades d'Orlando     | 28–10      | 1–1   | Florida Citrus Bowl             | 32 748    |
| 3                    | 10 mars     | ABC       | Express de Los Angeles  | 35–24      | 2–1   | Giants Stadium                  | 58 741    |
| 4                    | 17 mars     | ABC       | Stars de Baltimore      | 9–29       | 2–2   | Byrd Stadium                    | 31 026    |
| 5                    | 24 mars     | ABC       | Bandits de Tampa Bay    | 28–24      | 3–2   | Giants Stadium                  | 41 079    |
| 6                    | 30 mars     | ESPN      | Outlaws de l'Arizona    | 13–31      | 3–3   | Sun Devil Stadium               | 30 432    |
| 7                    | 7 avril     | ABC       | Gamblers de Houston     | 31–25      | 4–3   | Giants Stadium                  | 34 573    |
| 8                    | 14 avril    | ABC       | Breakers de Portland    | 34–7       | 5–3   | Giants Stadium                  | 38 245    |
| 9                    | 19 avril    | ESPN      | Showboats de Memphis    | 21–18      | 6–3   | Liberty Bowl Memorial Stadium   | 44 339    |
| 10                   | 29 avril    | ESPN      | Renegades d'Orlando     | 24–7       | 7–3   | Giants Stadium                  | 38 084    |
| 11                   | 5 mai       | ABC       | Bulls de Jacksonville   | 20–30      | 7–4   | Gator Bowl Stadium              | 60 100    |
| 12                   | 12 mai      | ABC       | Stars de Baltimore      | 10–3       | 8–4   | Giants Stadium                  | 34 446    |
| 13                   | 19 mai      | ABC       | Gold de Denver          | 24–28      | 8–5   | Mile High Stadium               | 29 129    |
| 14                   | 26 mai      | ABC       | Bandits de Tampa Bay    | 30–24 a.p. | 9–5   | Tampa Stadium                   | 44 539    |
| 15                   | 1er juin    | ESPN      | Showboats de Memphis    | 17–7       | 10–5  | Giants Stadium                  | 45 682    |
| 16                   | 10 juin     | ESPN      | Bulls de Jacksonville   | 31–24      | 11–5  | Giants Stadium                  | 36 465    |
| 17                   | 15 juin     | ESPN      | Invaders d'Oakland      | 29–34      | 11–6  | Oakland–Alameda County Coliseum | 24 338    |
| 18                   | 23 juin     | ABC       | Stallions de Birmingham | 6–14       | 11–7  | Giants Stadium                  | 44 098    |
| Séries éliminatoires |             |           |                         |            |       |                                 |           |
| Quart de finale      | 1er juillet |           | Stars de Baltimore      | 17–20      | —     | Giants Stadium                  | 26 982    |

## Bilan saison par saison
| Saison | V  | D  | 0N0 | Classement             | Phase finale    |
| ------ | -- | -- | --- | ---------------------- | --------------- |
| 1983   | 06 | 12 | 0   | USFL 3e Atlantic       | —               |
| 1984   | 14 | 04 | 0   | USFL 2e Est - Atlantic | Quart de finale |
| 1985   | 11 | 07 | 0   | USFL 2e Est            | Quart de finale |

## Infrastructures des Generals du New Jersey

### Giant Stadium

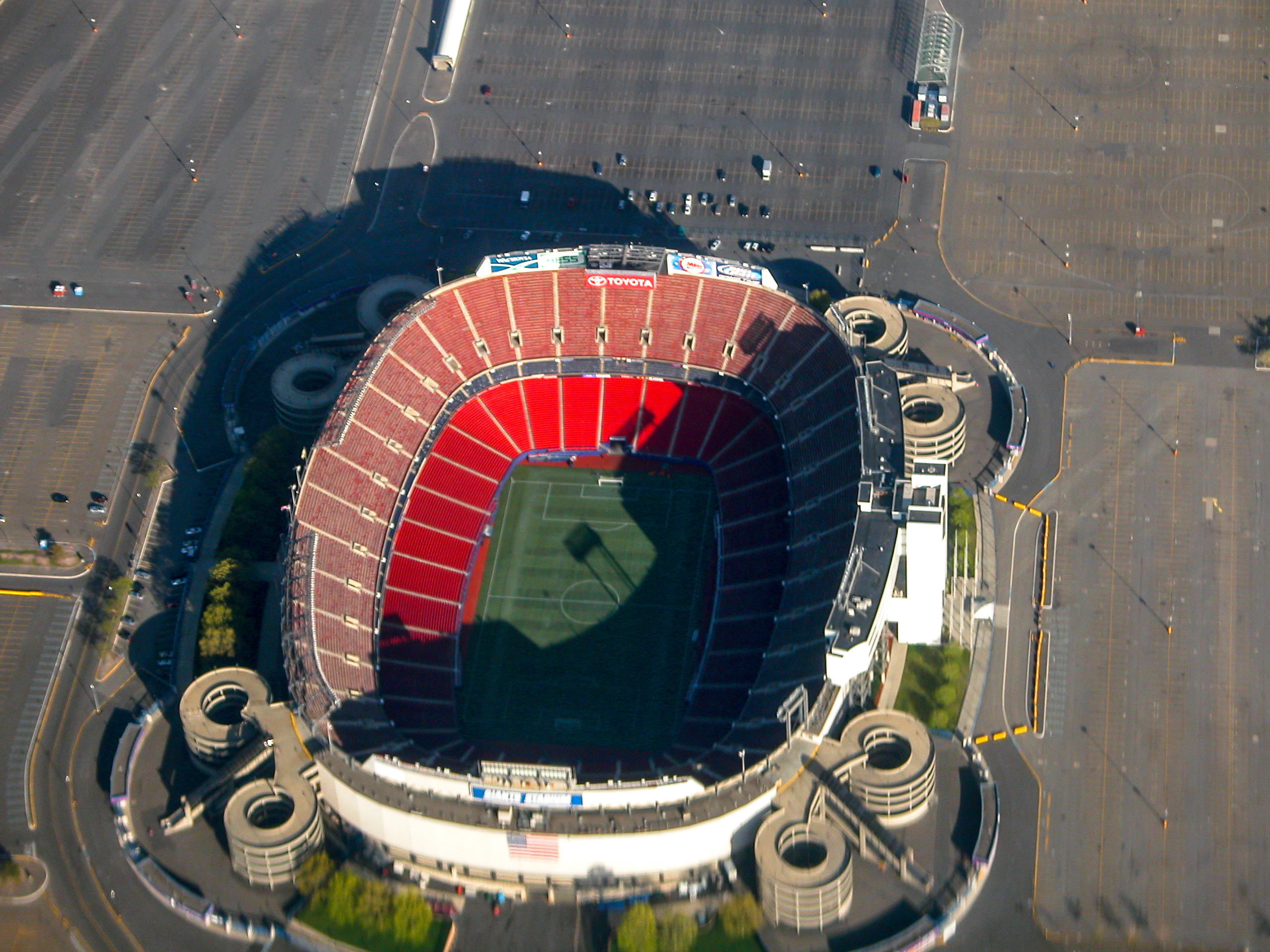
Vue aérienne du Giants Stadium en 2006.

Lors de la création de la franchise, en 1982, le club signe un accord de vingt ans avec la ville de New York pour jouer ses matches au Giants Stadium. Le prix des places varie de 10,5 dollars à 12 dollars soit deux dollars de moins que les tarifs pratiqués par les Giants de New York, équipe de football américain évoluant en National Football League et qui réside également dans ce stade.
Le Giants Stadium, conçu pour accueillir des matches de football américain, est choisi au détriment de deux autres stades, le Shea Stadium et le Yankee Stadium, qui abritent des franchises de baseball.

### Trump Tower
La Trump Tower est inaugurée le 30 novembre 1983, un peu plus d'un mois après le rachat des New Jersey Generals par Donald Trump. L'homme d'affaires en fait immédiatement le lieu des conférences de presse et de présentation des nouveaux joueurs. Elles ont lieu dans l'atrium central qui s'avère peu pratique : les caméramans n'y ont pas assez d'espace et doivent jouer des coudes tandis que les journalistes se plaignent du bruit généré par la cascade artificielle, qui empêche de suivre les conférences de presse dans de bonnes conditions. Donald Trump reçoit également les journalistes dans son bureau, situé dans la tour, pour des interviews en tête-à-tête avec des journalistes.

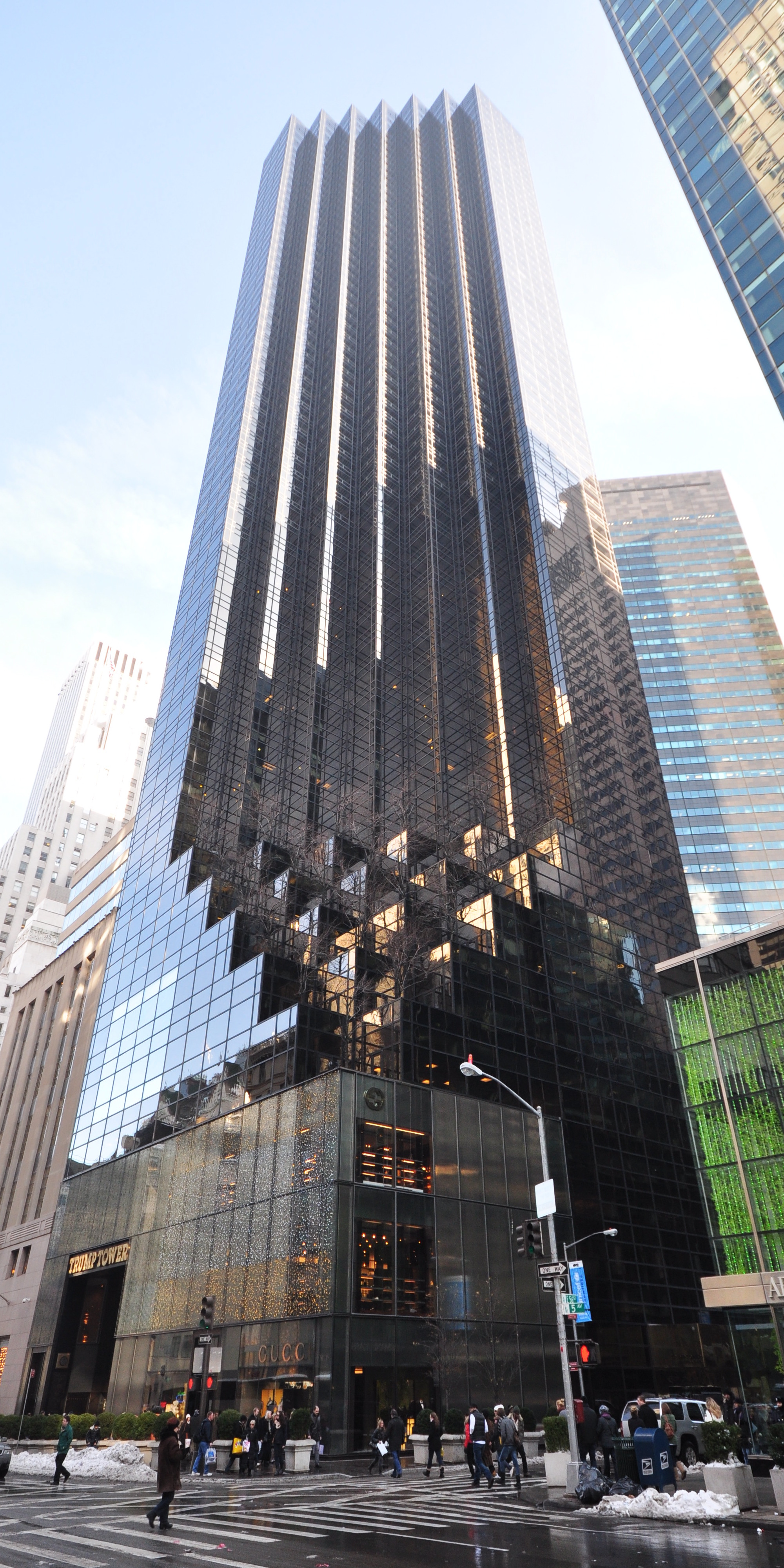
La Trump Tower.
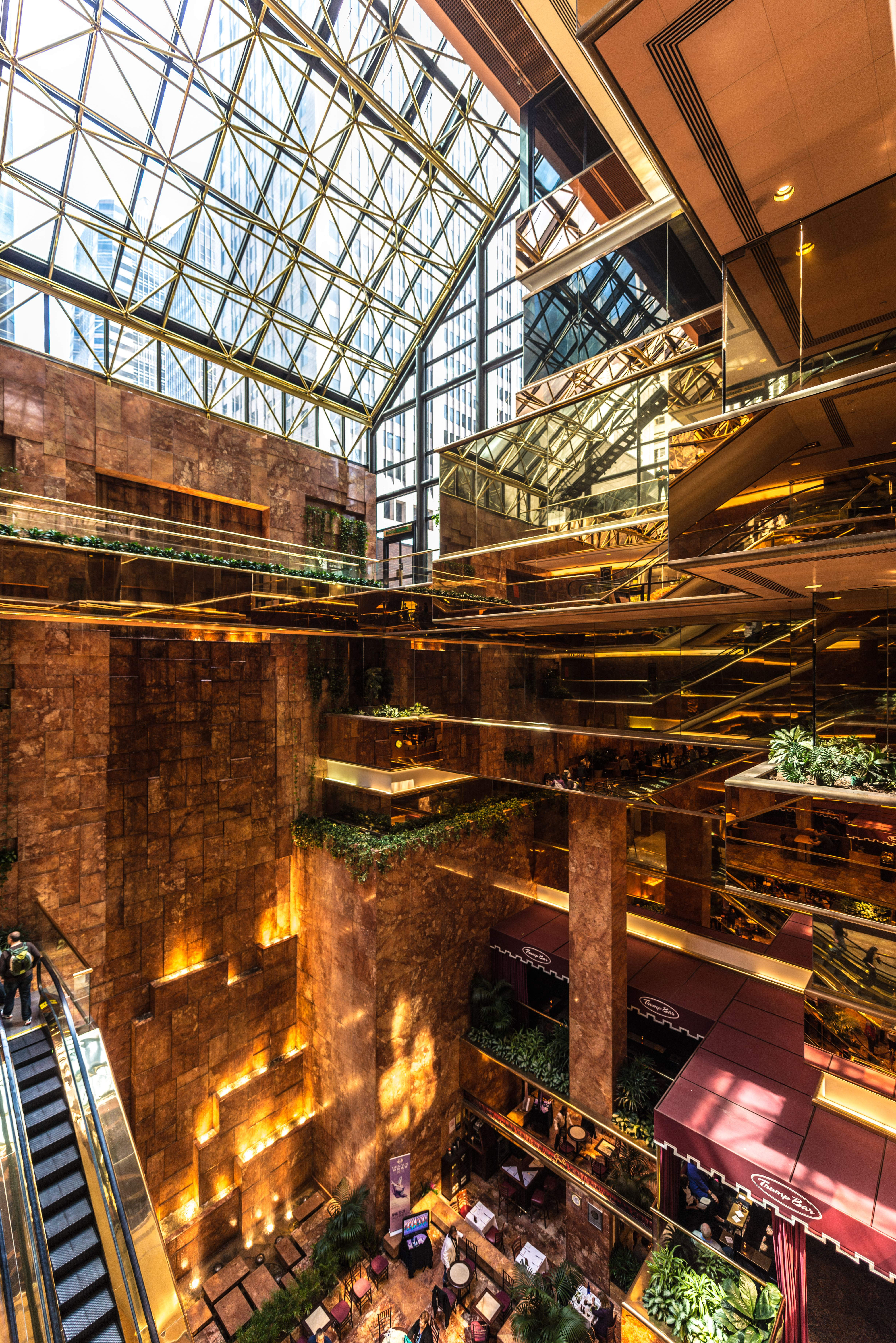
L'Atrium central et la cascade artificielle.